# 环氧树脂

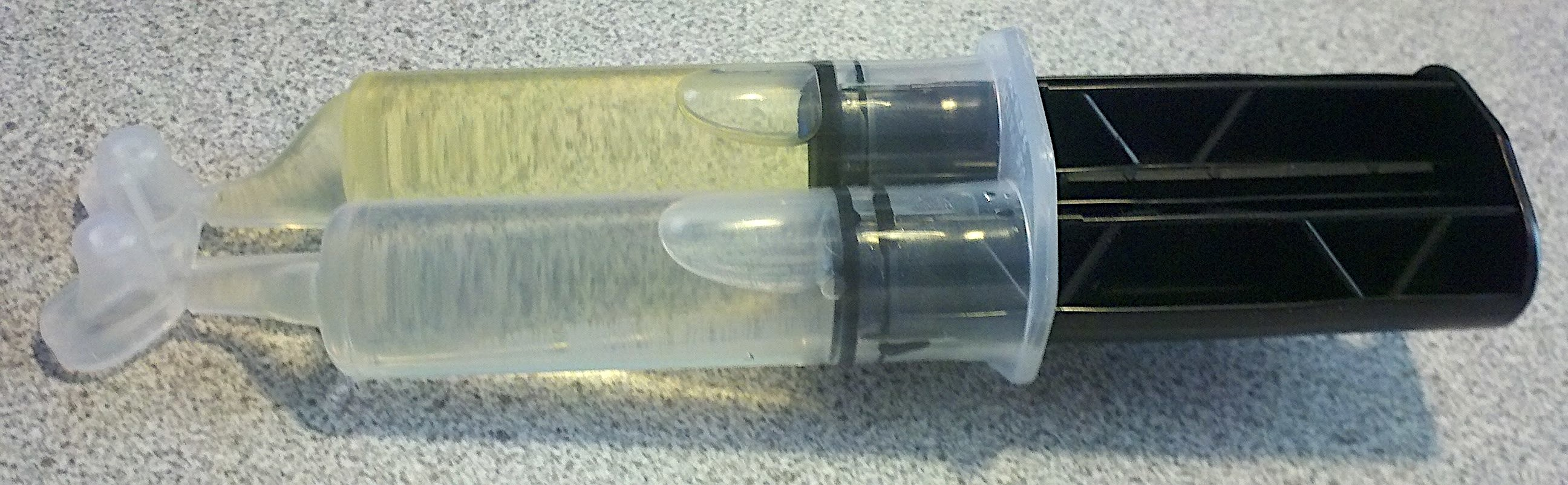
环氧树脂和硬化剂隔离储存的环氧树脂胶注射器

环氧树脂中的反应性环氧基团

环氧树脂（英語：Epoxy resin），简称EP树脂，又稱作人工樹脂、人造樹脂、樹脂膠等，是分子中含有兩個或兩個以上環氧基團的高分子化合物，其与固化剂反应可生成热固性三维网状结构。它是非常重要的热固性塑膠，广泛用于黏著劑、涂料、粘接剂、电子产品封装、印刷电路板、航空、航天、军工等领域。环氧基团的IUPAC名称是环氧乙烷（oxirane），预聚物和交联产物都可称为环氧树脂。
环氧树脂可以通过催化均聚与其自身反应（交联），或与多种共反应物反应，包括多官能胺、酸（酐）、酚、醇和硫醇。 这些共反应物通常称为硬化剂或固化剂，而交联反应通常称为固化。
接触环氧树脂化合物可能导致健康风险，包括接触性皮炎和过敏反应，以及在化合物未完全固化时由于吸入蒸气和打磨粉尘而引起的呼吸问题。
大多數人造樹脂由環氧氯丙烷（epichlorohydrin，{\displaystyle {\ce {C3H5ClO}}}）和双酚A（酚甲烷，bisphenol-A，{\displaystyle {\ce {C15H16O2}}}）產生化學反應而成。

## 历史
1934年，德国的保罗·施拉克首次申请了环氧化物和胺缩合反应的专利。皮埃尔·卡斯坦在1943年也宣布发现基于双酚A的环氧树脂。卡斯坦的成果受瑞士汽巴公司授权，汽巴公司后来成为全球三大主要环氧树脂生产商之一。1946年，西尔万·格林利在德沃和雷诺兹公司工作，申请了由双酚A和环氧氯丙烷交联树脂的专利。

## 化学性质

羟基与环氧氯丙烷偶联后发生脱卤作用

大多数商用环氧单体通过化合物与酸性羟基的环氧氯丙烷反应生产：
首先，羟基在偶联反应中与环氧氯丙烷反应，随后发生脱卤作用。从这种环氧单体生产的环氧树脂称为缩水甘油基环氧树脂。羟基可来自脂肪二醇、多元醇（聚醚多元醇）、酚类化合物或二羧酸。酚类化合物可以是双酚A和酚醛清漆（Novolak）等化合物。多元醇可以是1,4-丁二醇等化合物。二元和多元醇导致环氧基醚。诸如己氢邻苯二甲酸等二羧酸用于制备二环氧脂树脂。除了羟基外，胺或酰胺的氮原子也可以与环氧氯丙烷发生反应。

使用过酸合成环氧化物

环氧树脂的另一种生产途径是将脂肪族或环脂族烯烃与过氧酸转化为环氧单体：
与基于环氧树脂的环氧单体相比，这种环氧单体的生产不需要含酸性氢原子，而需要一个脂肪族双键。

### 双酚A基

双酚A二缩水甘油醚的合成

全球使用的环氧树脂中约75%都基于双酚A。基于环氧氯丙烷（ECH）与双酚A的反应，产生双酚A二缩水甘油醚（BADGE或DGEBA）。
在两阶段反应中，首先将环氧氯丙烷加入双酚A（形成双酚A二(3-氯-2-羟丙基)醚），然后与等量氢氧化钠发生缩合反应，形成双环氧化物。氯原子以氯化钠的形式释放，氢原子以水的形式释放。当形成的环氧化物进一步与双酚A反应时，会形成较高分子量的二缩水甘油醚 (n ≥ 1)：

通过几个分子单元（n = 1~2），可获得粘稠、透明的液体环氧树脂。分子单元较多（n=2～30）则为无色固体环氧树脂。双酚A基树脂商业化最广泛，但其他双酚，例如双酚F（BPF），也可以与环氧氯丙烷发生类似的反应。

高摩尔质量双酚A-二缩水甘油醚的合成

双酚A二缩水甘油醚进一步与双酚A反应生成较高分子量的二缩水甘油醚（n≥1），称为预聚。重复单元（n=1~2）构成的产品是一种黏稠的清澈液体，称为液体环氧树脂。室温下，重复单元（n=2~30）构成的产品是一种无色固体，称为固体环氧树脂。
双酚A之外的其他双酚（尤其是双酚F）或溴化双酚（如四溴双酚A）也可用于上述环氧化和预聚。与双酚A树脂相比，诸如双酚F、双酚H这些树脂的粘度通常较低，每克平均环氧含量较高，因此固化后其耐化学性更强。
在制造过程中增加双酚A与环氧氯丙烷的比例，在催化剂的作用下同时进行开环、闭环反应，会在NaOH的作用下 ，ECH的环氧基团断开，与BPA的酚羟基结合，形成醚氧键。根据所达到的分子量，这些聚醚在室温下是半固体到硬结晶材料。 这种合成路线被称为“一步法（taffy）”工艺。生产较高分子量环氧树脂的通常途径是从液体环氧树脂（liquid epoxy resin，LER）开始，添加计算量的双酚A，然后添加催化剂发生开环加成反应，生成开环产物，然后，在NaOH 的催化作用下，将反应加热至约 160 °C。 称为“两步法（advancement）”。随着树脂分子量的增加，环氧化物含量减少，材料的行为越来越像热塑性塑料。非常高分子量的缩聚物（30–70 kg/mol）形成一类称为苯氧基树脂的物质，几乎不含环氧基团，因为末端环氧基团与分子的总大小相比微不足道。然而，这些树脂确实含有贯穿主链上的羟基，也可能发生其他交联反应，例如与氨基塑料、酚醛塑料和异氰酸酯等。
环氧树脂以聚合物、半聚合物或寡聚物的形式存在，因此很少以纯物质形式存在，因为生产环氧树脂的聚合反应会产生不同的链长。在某些应用中，例如使用蒸馏提纯工艺，可以生产出高纯度等级的产品。高纯度液体牌号的一个缺点是，由于其结构高度规则，容易形成结晶固体，因此需要熔化才能进行加工。
环氧树脂的一个重要标准是环氧值，它与环氧基团的含量有关。环氧值表示为“环氧当量重量”，即分子量与环氧基团数之间的比率。该参数用于计算环氧树脂固化时使用的共反应剂（固化剂）的质量。环氧树脂通常使用化学计量或接近化学计量的固化剂进行固化，以获得最佳的物理性能。

### 酚醛环氧树脂

环氧苯酚酚醛清漆的一般结构，n通常在0~4范围内，以各种结构异构体的形式存在

酚醛树脂由苯酚与甲醛反应生成的。环氧氯丙烷和酚醛反应生成具有
缩水甘油残基的酚醛，如环氧苯酚酚醛（epoxyphenol novolak，EPN）或环氧甲酚酚醛（epoxycresol novolak，ECN）。这些高粘度固体树脂通常每个分子含有2到6个环氧基团。由于这些树脂具有高官能度和高交联密度，因此在固化过程中会形成高度交联的聚合物，具有较高的耐温性和耐化学性，但机械柔韧性较低。

### 脂肪族环氧树脂

3,4-环氧环己基甲基-3,4-环氧环己基甲酸酯的结构

常见的脂肪族环氧树脂有两类：一类是通过双键环氧化作用获得的（环脂族环氧化物和环氧大豆油），另一类是通过与环氧氯丙烷反应形成的（缩水甘油醚和酯）。
环脂族环氧化物在含有环氧乙烷环的分子中含有一个或多个脂肪环（如3,4-环氧环己基甲基-3,4-环氧环己基甲酸酯）。它们是由环烯与过酸反应生成的。环脂族环氧化物的特点是脂肪族结构、环氧乙烷含量高且不含氯，因此粘度低、（固化后）耐候性好、介电常数低且Tg高。不过，脂肪族环氧树脂在室温下的聚合速度非常慢，因此通常需要较高的温度和合适的促进剂。由于脂肪族环氧树脂的电子密度低于芳香族环氧树脂，因此环脂族环氧树脂与亲核物的反应不如双酚A型环氧树脂（具有芳香族醚基）容易。这意味着传统的亲核固化剂（如胺）很难用于交联。因此，环脂族环氧化物通常在亲电或阳离子反应中通过热或紫外线引发均聚。由于环脂族环氧化物的介电常数低且不含氯，因此常用于封装电子系统，如微型芯片或LED。它们还可用于辐射固化涂料和清漆。然而，由于其价格昂贵，迄今为止其用途仅限于此类应用。
环氧化植物油是由不饱和脂肪酸与过酸发生环氧化反应而形成的。在这种情况下，过酸也可以通过羧酸与过氧化氢的反应就地形成。与液态环氧树脂（liquid epoxy resins，LER）相比，它们的粘度非常低。但是，如果将它们作为反应性稀释剂使用的比例较大，往往会导致固化环氧树脂的耐化学性和耐热性降低，机械性能变差。大规模环氧化植物油（如环氧化大豆油和透镜油）在很大程度上用作PVC的二级增塑剂和成本稳定剂。
低摩尔质量（单官能度、双官能度或多官能度）的脂肪族缩水甘油环氧树脂是由环氧氯丙烷与脂肪醇或多元醇（形成缩水甘油醚）或脂肪族羧酸（形成缩水甘油酯）反应而形成的。反应在氢氧化钠等碱存在下进行，类似于双酚A-二缩水甘油醚的形成。此外，与芳香族环氧树脂相比，脂肪族缩水甘油酯环氧树脂的粘度通常较低。因此，它们可作为活性稀释剂或粘接促进剂添加到其他环氧树脂中。还可添加由（长链）多元醇制成的环氧树脂，以提高拉伸强度和冲击强度。
脂肪族中有一类是环脂族环氧树脂，其分子中含有一个或多个环脂族环（如3,4-环氧环己基甲基-3,4-环氧环己烷羧酸酯）。这类稀释剂在室温下的粘度较低，但耐温性明显高于脂肪族环氧稀释剂。不过，与其他类别的环氧树脂相比，其反应活性较低，通常需要使用合适的促进剂进行高温固化。由于这些材料不像双酚A和双酚F树脂那样具有芳香性，因此紫外线稳定性大大提高。

### 卤化环氧树脂
掺入卤化环氧树脂，特别是溴化和氟化环氧树脂，可获得特殊性能。
溴化双酚A用于需要阻燃性能的场合，如某些电气应用如印刷电路板。可将四溴化双酚A（tetrabrominated bisphenol A，TBBPA）或其二缩水甘油醚（2,2-双[3,5-二溴-4-(2,3-二溴丙氧基)苯基]丙烷）添加到环氧配方中。一些摩尔质量非常高的（非交联）环氧树脂添加到工程热塑性塑料中，同样是为了获得阻燃性能。
氟化环氧树脂研究用于一些高性能塑料，例如氟化二缩水甘油醚 5-七氟丙基-1,3-双[2-(2,3-环氧丙氧基)六氟-2-丙基]苯。由于表面张力较低，可作为润湿剂（表面活性剂）添加到与玻璃纤维的接触中。环氧树脂固化后形成的热固性塑料具有高耐化学腐蚀性和低吸水性。然而，含氟环氧树脂的高成本和低Tg值限制了其商业用途。

### 环氧树脂稀释剂
环氧树脂稀释剂通常由脂肪醇或多元醇以及芳香族醇缩水甘油酯化而成。可生成单官能团（如十二醇缩水甘油醚）、双官能团（1,4-丁二醇二缩水甘油醚）或更高官能团（如三羟甲基丙烷三缩水甘油醚）。这些树脂在室温下通常粘度较低（10-200 mPa·s），通常被称为活性稀释剂，使用稀释剂一般不会改善环氧树脂的机械性能，很少单独使用，而是用来改变（降低）其他环氧树脂的粘度。因此，“改性环氧树脂 ”一词意指含有降粘活性稀释剂的环氧树脂。稀释剂的使用确实会影响环氧树脂的机械性能和微观结构。生物基环氧稀释剂也有出现。

### 缩水甘油胺环氧树脂
缩水甘油胺环氧树脂是芳香胺与环氧氯丙烷反应生成的高官能度环氧树脂。其中重要的工业级产品包括对氨基苯酚缩水甘油醚（官能度 3）和4,4′-亚甲基二 (N,N-二缩水甘油基苯胺)（官能度 4）。这种树脂在室温下具有中低粘度，因此比EPN或ECN树脂更容易加工。再加上高反应性、耐高温性和固化网络的机械性能，成为航空航天复合材料应用的重要材料。

## 固化

固化环氧胶的结构。红色为三胺固化剂，黑色为树脂。树脂的环氧基团已与固化剂发生反应，不再存在。材料具有高度交联性，含有许多赋予粘合特性的OH基团

可用于固化环氧树脂的化合物包括胺、咪唑、酸酐和光敏化合物，最常见的固化方法有两种：胺固化和酸酐固化。
一般来说，未固化的环氧树脂机械、化学和耐热性能较差。然而线性环氧树脂通过与适当的固化剂反应，形成三维交联热固性结构，可以获得良好的性能。这一过程通常称为固化或凝胶化过程。环氧树脂的固化是一种放热反应，如果不加以控制，在某些情况下产生的热量足以导致热降解。固化会在环氧树脂系统中产生残余应力，这些残余应力可通过使用柔顺剂来缓解。
固化可通过环氧树脂自身反应（均聚）或与多功能固化剂或硬化剂形成共聚物来实现。这种固化可使环氧树脂具有抗性、耐久性、多功能性和粘附性等特性。原则上，任何含有活性氢的分子都可以与环氧树脂的环氧基团反应。环氧树脂固化剂的常见类别包括胺、酸、酸酐、酚、醇和硫醇。相对反应性（最低者优先）的顺序大致为：苯酚 < 酸酐 < 芳族胺 < 环脂族胺 < 脂肪族胺 < 硫醇。
虽然有些环氧树脂/固化剂组合可在环境温度下固化，但许多都需要加热，常见的温度高达150 °C，有些系统甚至需要高达200 °C固化。固化过程中加热不足会导致网络聚合不完全，从而降低机械、化学和耐热性能。固化温度通常应达到完全固化网络的玻璃化转变温度，以获得最大性能。温度有时会逐步提高，以控制固化速度，防止放热反应产生过多热量。
加入少量的促进剂可以加速环氧树脂的固化反应。叔胺、羧酸和醇（尤其是酚）都是有效的促进剂。双酚A是一种高效且广泛使用的促进剂，但由于该物质对健康的影响，目前已逐渐被取代。使用热潜伏NHC作为前催化剂，可延缓室温下的过早固化，制备出稳定的即用固化组合物，工作窗口可达数天或数周。

### 均聚
环氧树脂可在阴离子催化剂（叔胺或咪唑等路易斯碱）或阳离子催化剂（三氟化硼络合物等路易斯酸）的作用下与自身发生反应，形成固化网络，称为催化均聚。生成的网络只含有醚桥，具有较高的耐热性和耐化学性，但比较脆，固化过程通常需要较高的温度，因此在工业上的应用比较有限。环氧均聚物通常用于需要紫外线固化的场合，因为可以使用阳离子紫外线催化剂（如UV上光）。催化剂固化树脂均聚的产物tanδ值较低。tanδ值的大小表示阻尼行为，树脂的交联密度越高，刚性越大，阻尼则越小，因此tanδ值降低。均聚产生的具有醚型网络的催化剂固化树脂的结构比具有酯型网络的酸酐固化树脂具有更好的柔韧性。更好的柔韧性意味着更低的Tg。

### 胺类

三乙烯四胺的结构，一种典型的固化剂。胺 (NH2) 基团在聚合过程中与树脂的环氧基团发生反应。

多官能基伯胺是一类重要的环氧固化剂。伯胺与环氧基发生加成反应，形成羟基和仲胺。仲胺可进一步与环氧化物反应生成叔胺和另一个羟基。动力学研究表明，伯胺的反应活性大约是仲胺的两倍。在胺类用作固化剂时，固化可在室温下进行，在脂肪族胺中最为明显。在需要温和低温固化条件的情况下可能有益，但同时也要求两种成分分开储存，混合物制备后的罐装时间也受到限制。
使用双官能或多官能胺可形成三维交联网络。脂肪胺、环脂胺和芳香胺都可用作环氧固化剂。胺类固化剂可改变固化共聚物网络的加工性能（粘度、反应性）和最终性能（机械性能、耐温性和耐热性）。因此，通常要根据应用来选择胺结构。不同固化剂的总体反应潜力大致可按脂肪胺>环脂胺>芳香胺的顺序排列，但在氨基附近存在立体阻碍的脂肪胺的反应速度可能与某些芳香胺一样慢。较慢的反应速度可以延长工艺时间。由于芳香胺形成的结构比脂肪胺更为坚硬，因此耐温性通常也提高。由于芳香胺与母体树脂混合后具有优异的最终特性，因此被广泛用作环氧树脂固化剂。在过去的几十年里，由于人们担心许多芳香胺可能影响健康，因此越来越多地使用脂肪胺或环脂胺替代品。胺还可通过混合、加成和反应来改性，与三乙烯四胺等纯胺相比，这些胺树脂更常用于固化环氧树脂。水基多胺的使用也越来越多，有助于降低毒性。胺固化过程中会产生少量羟基，从而影响介电性能，难以避免。

### 酸酐类
环氧树脂可与酸酐进行热固化，制造耐高温聚合物。只有在酸酐环（环氧树脂中的仲羟基）打开后，才会发生交联。环氧基和羟基之间也可能发生均聚。酸酐固化剂的高延迟性使其适用于需要在固化前添加矿物填料的加工体系，例如高压电绝缘体。通过将酸酐与合适的促进剂配合使用，可以提高固化速度。对于二酐，以及在较小程度上的一酐，通常使用非化学计量的经验测定法来优化剂量水平。在某些情况下，二酐和一酐的混合物可改善与液态环氧树脂的计量和混合。对于酸酐固化体系，酸酐的添加量约为理论值的80-90%。通常情况下，强亲核物（如叔胺，包括咪唑）可用于催化环氧化物和酸酐之间的非惰性交联反应。

### 酚类
双酚A或酚醛等多酚通常在催化剂的作用下，可在高温（130-180 °C）下与环氧树脂反应，生成具有醚键的材料，与通常使用胺或酸酐固化的材料相比，具有更高的耐化学性和抗氧化性。由于许多酚醛固化剂都是固体，因此这类固化剂通常用于粉末塗料。

### 硫醇类
硫醇即使在环境温度或环境温度以下，硫也非常容易与环氧基团发生反应。虽然生成的网络通常不具有耐高温或耐化学性，但硫醇基团的高反应性使其可用于无法加热固化或需要快速固化的应用领域，例如家用 DIY 粘合剂和化学岩石螺栓锚。硫醇有一种特有的气味，在许多双组分家用粘合剂中都可以检测到。

## 固化模型

### 流变学
对于动态流变学，材料在施加振荡力后的响应可用于计算粘度、储能模量 ({\displaystyle G'})、损耗模量 ({\displaystyle G''}) 和相位角 ({\displaystyle \delta })。从定性角度来看，这些测量值描述了环氧材料的粘弹行为，其中{\displaystyle G'}描述弹性，{\displaystyle G''}描述粘性。相位角的正切 ({\displaystyle tan\delta }) 与模量和粘度有关：
{\displaystyle tan\delta ={\frac {G''}{G'}}={\frac {\eta '}{\eta ''}}}
环氧热塑性塑料的动态剪切测量可以提供复数粘度 ({\displaystyle \eta ^{*}})，这是一个频率相关参数，可通过频率扫描获得。可以使用分离同相和异相因子的函数来定义{\displaystyle \eta ^{*}}：
{\displaystyle \eta ^{*}=\eta '-i\eta ''}
其中{\displaystyle \eta '}示能量损失（即粘性响应），{\displaystyle \eta ''}表示储存的能量（即弹性响应）。复数粘度提供了环氧热塑性材料形成过程中发生的各种过程的详细信息，例如环氧树脂固化过程中发生的化学黏度变化等变化，复数粘度（{\displaystyle \eta ^{*}}）与复数剪切模量（{\displaystyle G^{*}}）的关系如下：
{\displaystyle \left\vert \eta ^{*}\right\vert =\left\vert \eta '^{2}+\eta ''^{2}\right\vert ^{1/2}={\frac {\left\vert G^{*}\right\vert }{\omega }}}
其中：
{\displaystyle \eta '={\frac {G''}{\omega }}}
{\displaystyle \eta ''={\frac {G'}{\omega }}}
{\displaystyle \eta ^{*}={\frac {G^{*}}{i\omega }}}
{\displaystyle \omega }为频率。复数粘度由两个模量分量（即{\displaystyle G'}和{\displaystyle G''}）组成，它们提供了有关环氧材料生成过程中不同过程的信息。例如，在环氧树脂固化过程中，复数粘度可能最初随着树脂软化而降低，这导致损耗模量（{\displaystyle G''}）分量占主导地位。随着环氧树脂聚合，在高度交联网络形成过程中，复数粘度会增加，导致储能模量（{\displaystyle G'}）分量的贡献更高。频率{\displaystyle \omega }下的复数粘度{\displaystyle \eta ^{*}}与剪切速率下的稳态剪切粘度{\displaystyle \eta }之间的关系可由Cox-Merz经验规则解释：
{\displaystyle \left\vert \eta ^{*}(\omega )\right\vert =\eta ({\dot {\gamma }})\mid _{{\dot {\gamma }}=\omega }}
稳定剪切粘度通常通过随时间进行的等温稳定剪切测试来测量。环氧热固性塑料的粘度在聚合反应过程中变化很大，通常最初因热影响而下降，随后在单体到聚合物的转化和交联反应过程中迅速增加。粘度曲线可以洞察环氧热固性塑料在聚合反应过程中发生的结构演变。为了获取这些信息，人们使用了各种模型来预测这些粘度随时间的变化。Roller使用一个经验模型，将等温固化的粘度表示为固化温度 ({\displaystyle T}) 和时间 ({\displaystyle t}) 的函数：
{\displaystyle \ln \eta (t)=\ln \eta _{\infty }+{\frac {\Delta E_{\eta }}{RT}}+tk_{\infty }e^{\frac {\Delta E_{k}}{RT}}}
其中，{\displaystyle \eta }是时间{\displaystyle t}和温度{\displaystyle T}下的粘度，{\displaystyle \eta _{\infty }}是{\displaystyle T=\infty }时计算出的粘度，{\displaystyle k_{\infty }}是{\displaystyle \eta _{\infty }}的动力学模拟，{\displaystyle \Delta E_{\eta }}是粘度的阿伦尼乌斯活化能，{\displaystyle \Delta E_{k}}是{\displaystyle \Delta E_{\eta }}的动力学模拟，{\displaystyle R}是通用气体常数，{\displaystyle T}是绝对温度。通过对该粘度模型应用时间-温度积分，粘度变化的预测扩展到非等温系统：
{\displaystyle \ln \eta (t,T)=\ln \eta _{\infty }+{\frac {\Delta E_{\eta }}{RT}}+\int \limits _{0}^{t}k_{\infty }exp\left({\frac {\Delta E_{k}}{RT}}\right)dt}
活化能{\displaystyle \Delta E_{\eta }}和{\displaystyle \Delta E_{k}}分别通过初始粘度的自然对数与{\displaystyle 1/T}的关系图和{\displaystyle k}的自然对数与{\displaystyle 1/T}的关系图计算得出。尽管该模型在凝胶点以上存在局限性，但当温度是时间函数时，Roller 的经验模型可用于预测环氧系统的粘度变化。

### 动力学模型
热固性塑料的固化动力学，模型包括非等温和等温模型，都通过DSC测试完成。

#### 非等温模型
固化反应的动力学由活化能定义。活化能降低意味着完成反应所需的反应组分的能量较少，具有加速效应。活化能不能提供任何关于反应机理的信息，只有关于其速率的信息。
Kissinger方法中，活化能{\displaystyle E_{A}}可从动态扫描的放热峰温度{\displaystyle T_{P}}中得到：
{\displaystyle {\frac {\Delta \left(\ln \left({\frac {\Theta }{T_{P}^{2}}}\right)\right)}{\Delta \left({\frac {1}{T_{P}}}\right)}}=-{\frac {E_{A}}{R}}}
其中{\displaystyle \Theta }是升温速率，{\displaystyle R}是气体常数。作出{\displaystyle \ln \left(\Theta /T_{P}^{2}\right)}对应{\displaystyle 1/T_{P}}的关系图即可从斜率计算活化能。该模型不仅适用于热固性塑料，还适用于热塑性塑料。
Ozawa方法的公式为：
{\displaystyle {\frac {\Delta \left({\frac {1}{T_{P}}}\right)}{\Delta \left(\ln \Theta \right)}}=-{\frac {R}{1052\cdot E_{A}}}}
应用这两个模型来获得活化能，结果非常相似，但Ozawa模型的值略高。

#### 等温模型
等温固化反应热为：
{\displaystyle H\left(t\right)=\int _{0}^{t}\Phi \left(t\right)\operatorname {d} \!t}
其中{\displaystyle \Phi \left(t\right)}是DSC测得的热流。DSC假设固化过程中放热量与反应性基团的消耗程度成正比，则反应热{\displaystyle H\left(t\right)}正比于反应程度{\displaystyle \alpha \left(t\right)}：
{\displaystyle \alpha \left(t\right)={\frac {H\left(t\right)}{\Delta H_{T}}}}
其中{\displaystyle \Delta H_{T}}为非等温固化的总反应热，固化结束时的转化率{\displaystyle \alpha _{end}}通过减去总反应热的残余{\displaystyle \Delta H_{R}}来计算：
{\displaystyle \alpha _{end}={\frac {\Delta H_{T}-\Delta H_{R}}{\Delta H_{T}}}}
反应速率与温度关系为：
{\displaystyle {\frac {\operatorname {d} \!\alpha }{\operatorname {d} \!t_{R}}}=k\left(T\right)\cdot f\left(\alpha \right)}
其中{\displaystyle \alpha }为转化度，{\displaystyle \operatorname {d} \!\alpha /\operatorname {d} \!t_{R}}为转化率。{\displaystyle f\left(\alpha \right)}代表转化率的函数，与反应机理相关。{\displaystyle k\left(T\right)}是温度速率常数，假定为阿伦尼乌斯类型：
{\displaystyle k\left(T\right)=k_{0}\cdot \exp \left(-{\frac {E_{A}}{RT}}\right)}
其中，{\displaystyle k_{0}}为常数。等温法可模拟两种类型的反应：{\displaystyle n}级反应或自催化聚合。{\displaystyle n}级反应中假设遵循以下方程：
{\displaystyle {\frac {\operatorname {d} \!\alpha }{\operatorname {d} \!t_{R}}}=k\left(T\right)\cdot \left(1-\alpha \right)^{n}}
Kamal提出的自催化聚合模型中，转化率和反应程度关联如下：
{\displaystyle {\frac {\operatorname {d} \!\alpha }{\operatorname {d} \!t_{R}}}=\left(k_{1}+k_{2}\cdot \alpha ^{m}\right)\cdot \left(1-\alpha \right)^{n}}
其中，{\displaystyle k_{1}}为促进剂催化的{\displaystyle n}级反应速率常数，{\displaystyle k_{2}}为{\displaystyle m}级自催化反应的速率常数。固化反应开始时，反应速率由分子反应性决定。随着固化程度的提高，反应速率越来越受扩散控制。凝胶化后，当分子的柔韧性在玻璃态下受到阻碍时，几乎无法达到完全转化。Fournier等人通过扩散因子{\displaystyle f_{d}\left(\alpha \right)}扩展Kamal 模型：
{\displaystyle {\frac {\operatorname {d} \!\alpha }{\operatorname {d} \!t_{R}}}=\left(k_{1}+k_{2}\cdot \alpha ^{m}\right)\cdot \left(1-\alpha \right)^{n}\cdot f_{d}\left(\alpha \right)}
{\displaystyle f_{d}\left(\alpha \right)=\left[{\frac {2}{1+\exp \left[\left(\alpha -\alpha _{end}\right)/b\right]}}-1\right]}
其中{\displaystyle \alpha _{end}}是等温固化结束时的转化率，{\displaystyle b}是材料的经验扩散常数。

## 结构
环氧树脂得名于其结构上的环氧基。双酚A型环氧树脂是最常用的环氧树脂。通过如同固化反应，环氧树脂可以形成三维交联高分子結構。
- 基于胺类固化剂的固化反应：胺类固化剂可以打开环氧基。若所使用的胺类固化剂（常用的固化剂为双氰胺，DICY）有两个以上的功能团则可以生成交联結構。
- 基于酐类固化剂的固化反应：酐类固化剂在胺催化剂的作用下可以和环氧基反应。酐类固化剂还可以在氢氧根的催化作用下和环氧基反应。
- 其他：苯酚也可以同环氧基反应。

## 性质

### 化学性质
环氧树脂固化过程为放热反应，当使用快速催化剂铸造大型零件时需要注意散热，防止温度上升过高达到小分子沸腾温度。燃燒時產生黃色火焰；有酚類的味道。
环氧树脂具有仲羟基和环氧基，仲羟基可以与异氰酸酯反应。环氧树脂作为多元醇直接加入聚氨酯胶黏剂含羟基的组分中，使用此方法只有羟基参加反应，环氧基未能反应。
用酸性树脂的羧基，使环氧开环，再与聚氨酯胶黏剂中的异氰酸酯反应。还可以将环氧树脂溶解于乙酸乙酯中，添加磷酸加温反应，其加成物添加到聚氨酯胶黏剂中，可使胶的初黏、耐热性以及水解稳定性等都得到提高。

### 物理性质
- 密度：1.1～1.2公克/立方公分（與固化程度有關）

## 生產
2016年，全球环氧树脂市场价值约为80亿美元。环氧树脂市场由亚太地区主导，占市场总份额的55.2%。中国是全球主要的生产国和消费国，消耗了全球树脂产量的近35%。全球市场由大约50-100家基本或商品环氧树脂和固化剂制造商组成。在欧洲，2017年生产了约32.3万吨环氧树脂，销售额约为10.55亿欧元。德国是欧洲最大的环氧树脂市场，其次是意大利、法国、英国、西班牙、荷兰和奥地利。
环氧树脂在全世界的年产值大约150亿美元。环氧树脂在美国的主要生产厂家和品牌包括Hexion（原Shell Development Company）的Epon，陶氏化工的D.E.R牌和亨斯邁公司（Huntsman）先进材料业务部（原汽巴精化）的Araldite牌。
上述这些商品环氧树脂生产商通常不向小型最终用户出售可用的环氧树脂，因此还有一类公司从主要生产商那里购买环氧树脂原材料，然后用这些原材料配制（混合、改性或以其他方式定制）环氧树脂系统。这些公司被称为 “配方设计”。销售的大部分环氧体系都是由这些配制商生产的，它们占环氧市场价值的60%以上。这些配方设计可以通过数百种方法对环氧树脂进行改性：添加矿物填料（滑石粉、二氧化硅、氧化铝等）、添加柔顺剂、降粘剂、着色剂、增稠剂、促进剂、粘接促进剂等。进行这些改性降低成本、提高性能和改善加工便利性。因此，一个典型的配方设计会销售几十种甚至上千种配方，每种配方都是根据特定应用或市场的要求量身定制的。
如今，环氧树脂的生产原料主要来自石油，但也有一些来自植物（如用于制造环氧氯丙烷的植物提取甘油）。

## 应用
环氧基材料应用广泛，通用性很强。应用于涂料、粘合剂和（诸如碳纤维和玻璃纤维增强的）复合材料。环氧树脂的化学性质和各种商用变体使固化聚合物具有非常广泛的特性。一般来说，环氧树脂以其出色的粘合性、耐化学性和耐热性、良好至卓越的机械性能以及极佳的电绝缘性能而著称。环氧树脂的许多性能都可变（例如，尽管环氧树脂通常具有电绝缘性能，但也有导电性能良好的银填充环氧树脂）。此外，环氧树脂还具有高隔热性能，或导热性能与高电阻值相结合，适用于电子产品应用。
与其他类别的热固性聚合物材料一样，混合不同等级的环氧树脂以及使用添加剂、增塑剂或填料，以达到所需的加工性能，或降低成本。
由于反应是放热反应，混合料会产生热量。大量混合则会产生更多的热量，从而大大提高反应速度，缩短产品有效时间（罐内寿命）。因此，最好是混合少量可快速使用的混合物，以避免浪费和更加安全。由于橡胶容易变脆，因此开发各种方法对其增韧。橡胶增韧是一种关键的增韧技术。
环氧树脂广泛用于：涂料及黏合剂；模铸各种电子器件、集成电路封装材料和电路板；制造工业零件制品等；鋁罐內層，尤其是酸性的食品或飲料，例如汽水；土木建築結構物補強，可與碳纖維或玻璃纖維搭配使用成為具有極高抗拉強度的補強材料；用於作為人造石的生產；防水材料等。

### 涂料

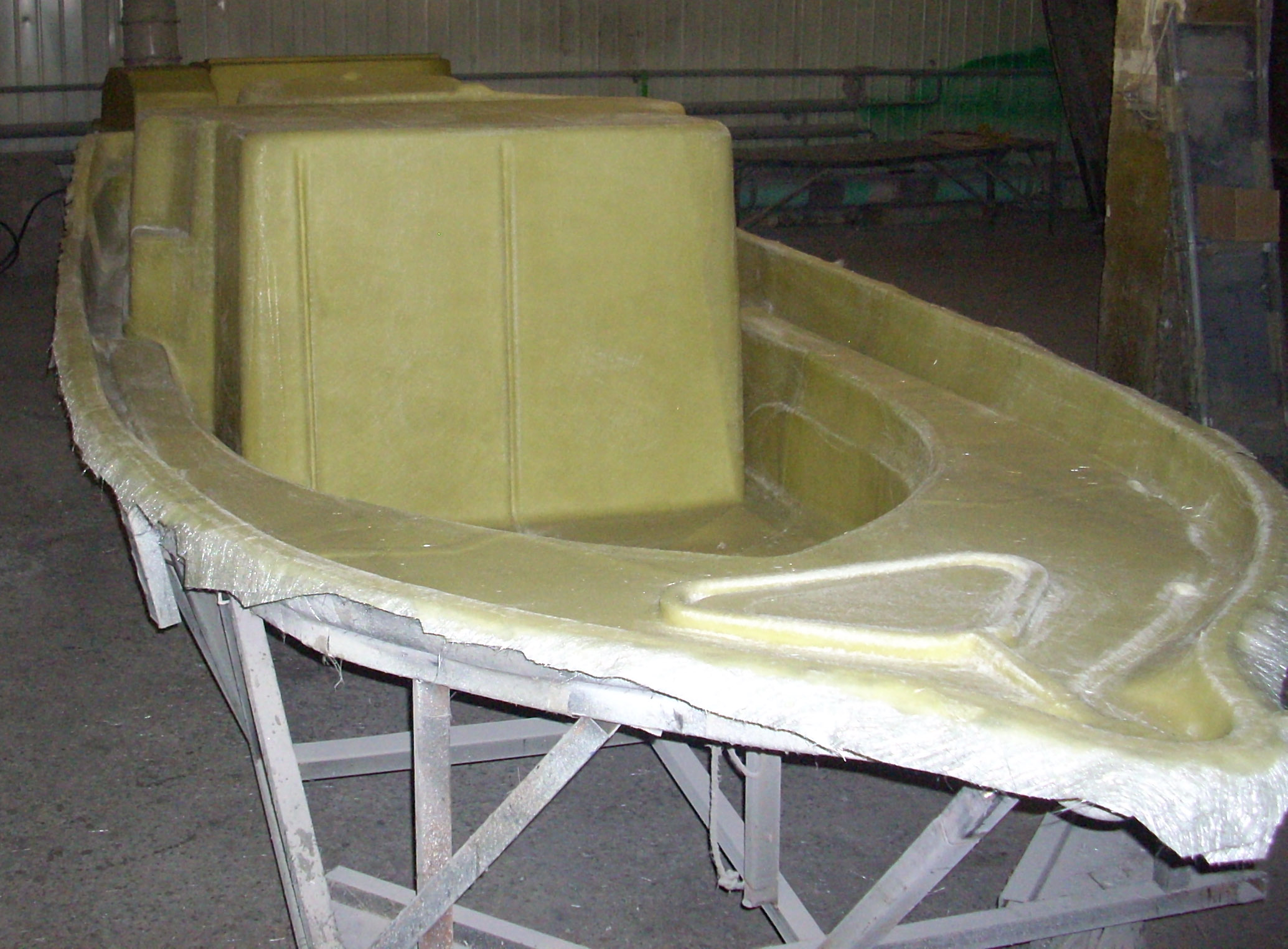
倒置的艇由浸渍环氧树脂的玻璃纤维制成

双组分环氧涂料专为金属基材上的重型工况而开发，与热固化粉末涂料相比能耗更低。这些系统保护涂层坚韧，硬度极佳。单组分环氧涂料在水中配制成乳液，无需溶剂即可清洗。
环氧涂料比乳胶漆和醇酸树脂漆更耐热，因此常用于工业和汽车领域。环氧涂料在紫外线照射下容易变质，即所谓的“粉化”。环氧涂料还被用于饮用水领域。环氧树脂涂料具有出色的保护性能，可广泛用于保护低碳钢和其他钢材。

变色（即黄变）是环氧树脂材料的一种常见现象，在艺术品和保护应用中很重要。环氧树脂会随着时间的推移而变黄，即使没有暴露在紫外线辐射下也是如此。Down在1984年发现（自然暗老化），后来又在1986年（高强度光老化），在了解环氧树脂黄变方面取得了重大进展。Down研究了适用于玻璃保护的各种室温固化环氧树脂粘合剂，测试了它们的黄变倾向。2018年，Krauklis和Echtermeyer发现了一种常用胺环氧树脂黄化的机理来源，从而对环氧树脂黄化有了基本的分子认识。他们发现，环氧黄变的分子原因是聚合物碳-碳骨架中的羰基通过亲核自由基攻击发生热氧化而成。

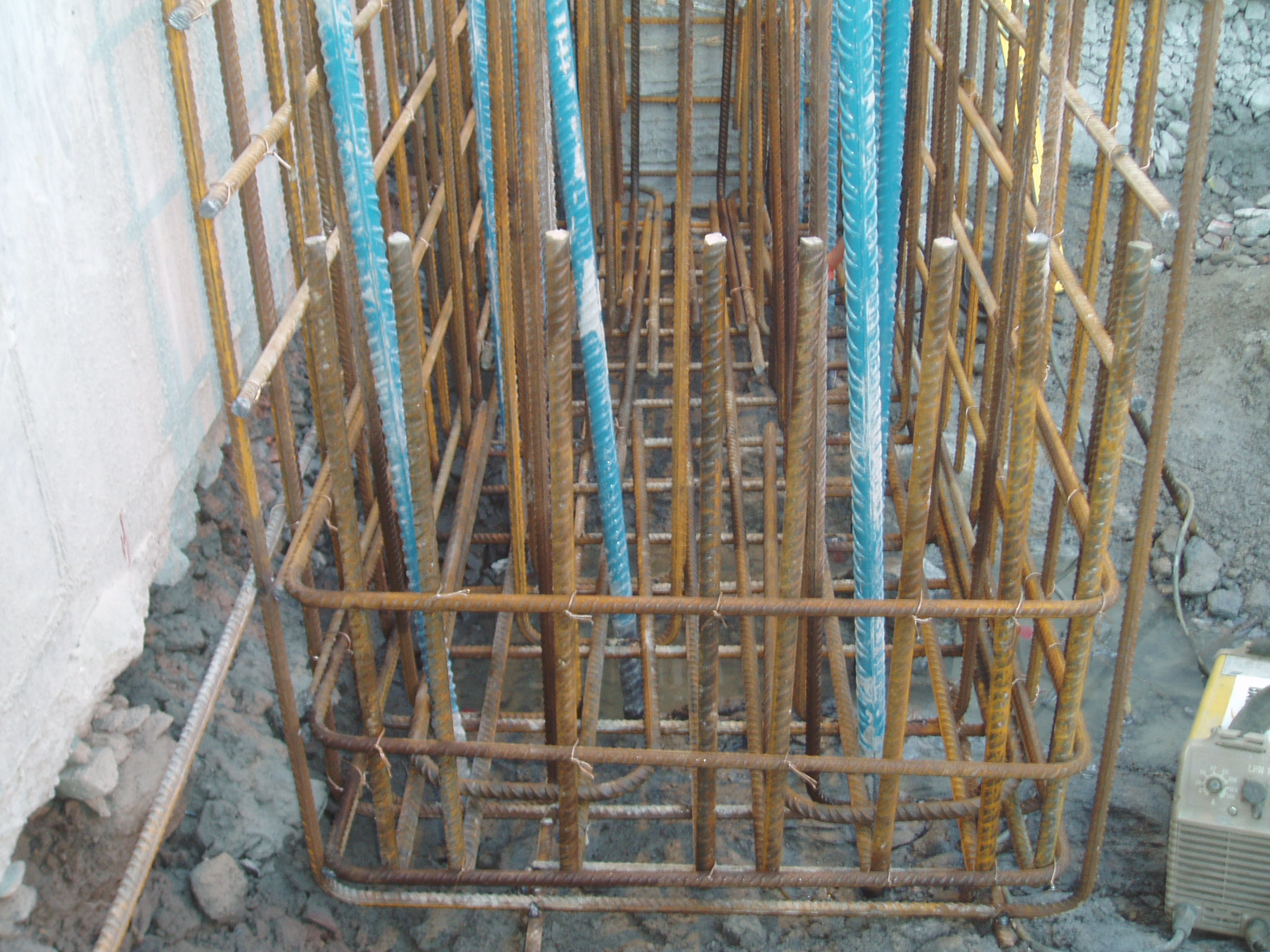
钢筋上的环氧涂层

聚酯环氧粉末涂料用于洗衣机、烘干机和其他 “白色家电 ”的粉末涂料。熔结环氧粉末涂料（Fusion Bonded Epoxy Powder Coatings，FBE）广泛用于石油和天然气工业中的钢管和配件、饮用水输送管道（钢管）以及混凝土钢筋的防腐保护。环氧涂料还广泛用作底漆，以提高汽车和船舶涂料的附着力，尤其是在对防腐蚀（生锈）性能要求较高的金属表面。金属罐和容器通常涂有环氧树脂，以防止生锈，尤其是番茄等酸性食品。环氧树脂还可用于装饰地板，如水磨石地板、碎石地板和彩色骨料地板。
环氧树脂的改性方式多种多样，包括与从油中提取的脂肪酸反应生成环氧酯，其固化方式与醇酸树脂相同。典型的环氧酯是L8（80% 亚麻籽）和D4（40% 脱水蓖麻油）。它们通常与苯乙烯反应，制成苯乙烯化环氧酯，用作底漆。与酚醛树脂一起固化可制成鼓衬里，与胺树脂一起固化酯类，与氨基树脂一起预固化环氧树脂可制成耐磨面漆。有机链可用于对环氧树脂进行疏水改性并改变其性能。改性剂链长的影响也有研究。

### 粘合剂
环氧树脂粘合剂是“结构粘合剂”或“工程粘合剂”（包括聚氨酯、丙烯酸、氰基丙烯酸酯和其他化学物质）类别中的主要部分。这些高性能粘合剂可用于制造飞机、汽车、自行车、船只、高尔夫球杆、滑雪板、滑雪板以及其他需要高强度粘合的应用。环氧树脂粘合剂几乎可用于任何应用，可用作木材、金属、玻璃、石材和某些塑料的粘合剂。环氧树脂粘合剂可制成柔性或刚性、透明或不透明、彩色、快固或慢固。环氧树脂粘合剂的耐热性和耐化学性优于其他普通粘合剂。一般来说，加热固化的环氧树脂粘合剂比室温固化的粘合剂更耐热和耐化学腐蚀。温度超过177 °C时，粘合剂的强度会降低。
有些环氧树脂通过紫外线照射而固化。这类环氧树脂常用于光学、光纤和光电子学领域。

### 工业模具及复合材料
环氧树脂系统在工业模具应用中用于生产模具、主模型、层压板、铸件、夹具和其他工业生产辅助工具。这种 “塑料模具 ”可替代金属、木材和其他传统材料，一般可提高效率，降低总体成本、缩短工业流程交付周期。环氧树脂还可用于生产纤维增强或复合材料部件。环氧树脂比聚酯树脂和乙烯基酯树脂昂贵，但通常能生产出更坚固、更耐高温的热固性聚合物基复合材料部件。环氧花岗岩可用于克服振动的机器垫层。

### 风力涡轮机技术复合材料
环氧树脂与玻璃纤维或碳纤维织物一起可用作粘合基体，可生产出具有极高强度-重量比特性的复合材料，从而生产出更长、更高效的涡轮转子叶片。海上和陆上风能装置中，环氧树脂可用作钢塔、底座支柱和混凝土基础的保护涂层。在上面涂上脂肪族聚氨酯面漆，以确保充分的紫外线防护，延长运行寿命并降低维护成本。发电机通过传动系统与转子叶片连接，将机械风能转换为可用电能，这就需要环氧树脂的电气绝缘和高耐热性能。环氧树脂同样适用于变压器、衬套、垫片和连接风车与电网的复合材料电缆。欧洲风能组件占环氧树脂应用的最大部分，比例约占市场的 27%。

### 电气系统和电子产品

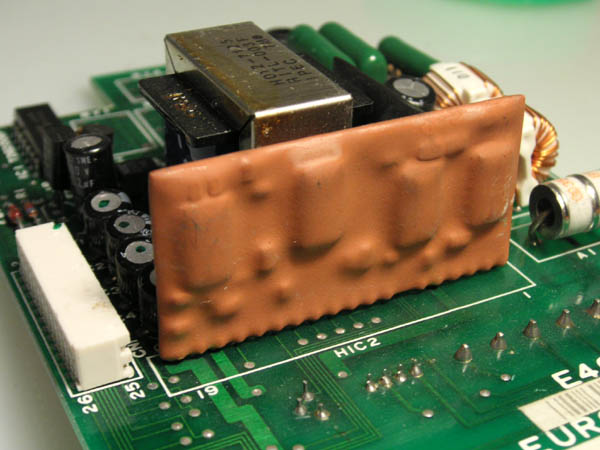
印刷电路板上的环氧树脂封装混合电路

环氧塑封料与芯片级电子胶黏剂与半导体封装技术的发展息息相关，是保证芯片功能稳定实现的关键材料，极大影响了半导体器件的质量。环氧树脂配方在电子工业中非常重要，可用于电动机、发电机、变压器、开关设备、衬套、绝缘体、印刷电路板和半导体封装（環氧塑封料）。环氧树脂是优良的电绝缘体，可保护电气元件免受短路、灰尘和潮气的影响。在电子工业中，环氧树脂用于集成电路、晶体管和混合集成电路包覆成型以及制造印刷电路板。体积最大的电路板类型——FR-4由编制玻璃纤维布与耐火环氧树脂组成。由于经过封装后的半导体器件需要在高温高湿处理后，仍能够耐受260 ℃的无铅回流焊，并要求封装材料在该过程中不会由于应力过高而出现分层或开裂、电性能失效等情况，因此，需要通过多种理化性能指标（流动长度、热膨胀系数、玻璃化转变温度、粘度、吸水率、介电常数），以实现工艺性能以及应用性能要求。

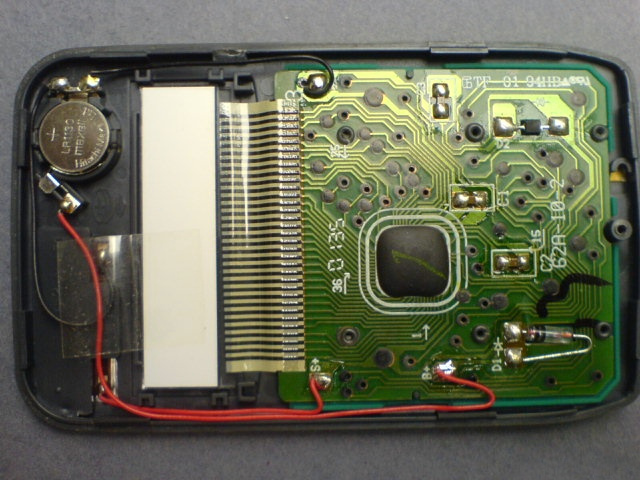
袖珍计算器的内部。中心的黑色环氧树脂块保护内部处理器芯片

环氧树脂可用于灌封变压器和电感器。通过在未固化的环氧树脂上使用真空浸渍，可以消除绕组与绕组、绕组与铁芯、绕组与绝缘体之间的空气孔隙。固化后的环氧树脂电绝缘，导热比空气更好。变压器和电感器的热点大大减少，优化元件的稳定性和寿命。
环氧树脂一般使用树脂点胶技术。

### 石油石化
环氧树脂在石油领域可用于堵塞储层中产生过多盐水的选择性层。这种技术称为 “堵水处理”。

### 海洋应用
环氧树脂在五金店出售，内含单独的树脂和固化剂，使用前必须立即混合，也作为船用修理树脂出售。环氧树脂通常不用于船的外层，因为暴露在紫外线下会变质。通常在船只修理和组装时，使用环氧树脂再涂上传统的或双组分的聚氨酯漆或具有紫外线防护功能的船用清漆。
海洋领域环氧树脂主要有两个用途。一是由于环氧树脂比更常见的聚酯树脂具有更好的机械性能，因此用于需要高强度/重量比的部件的商业制造。二是环氧树脂的强度、间隙填充性能以及与许多材料（包括木材）的出色粘合性，可用于包括飞机和船只在内的建筑项目。
为聚酯树脂和乙烯基酯树脂配制的普通胶衣不能附着在环氧树脂表面，但环氧树脂在聚酯树脂表面的附着力非常好。通常用于聚酯玻璃纤维游艇内部涂层的 “Flocoat ”也与环氧树脂兼容。
环氧树脂材料往往会逐渐硬化，而聚酯材料往往会迅速硬化，尤其是在使用大量催化剂的情况下。这两种情况下的化学反应都会放热。

### 建筑应用
环氧树脂在建筑领域的研究和应用已有几十年历史。虽然环氧树脂作为添加剂会增加砂浆和混凝土成本，却能提高性能。目前正研究环氧树脂和其他回收塑料在灰浆中的使用，以提高性能并回收废物。目前正在积极研究对PET和塑料袋等塑料材料进行致密化处理，用它们来部分替代骨料，以及对PET进行解聚处理，使其作为环氧树脂之外的聚合物粘合剂来增强混凝土的性能。

### 空天应用
航空航天工业中，环氧树脂用作结构基体材料，用纤维增强。典型的纤维增强材料包括玻璃纤维、碳纤维、凯芙拉纤维和硼纤维。环氧树脂还可用作结构胶。木材和其他 “低技术含量 ”的材料都是用环氧树脂粘合的。环氧树脂在机械性能和耐环境退化方面通常优于大多数其他类型的树脂。

### 生物学应用
水溶性环氧树脂（如Durcupan）通常用于将电子显微镜样品嵌入塑料中，以便用显微切片机（microtome）将其切成薄片后成像。

### 艺术领域
环氧树脂与颜料混合后可用作绘画介质，通过层层叠加形成一幅完整的图画。环氧树脂还可用于珠宝首饰、装饰品和标签的搪瓷树脂，以及艺术品、台面和桌子的装饰应用。环氧树脂具有无缝、光亮的表面效果，可以模塑成各种形状，因此在现代家具设计中，以及在其他各种设计风格（包括工业风格、乡村风格甚至折衷主义风格）中，环氧树脂是打造简约风格和宣言式作品的首选。环氧树脂还被用于艺术品和历史建筑的保护和研究。

## 可再生、回收、水性、生物基环氧树脂
随着可再生和“绿色 ”资源以及更多地使用生物基材料成为大势所趋，环氧领域的研究也在不断深入。水性环氧涂料早在20世纪70年代就已问世，相关研究也不断进行。在可能的情况下，也有使用废料和回收原材料的趋势。采矿业会产生花岗岩废屑。目前正在研究创新解决方案，如在环氧树脂中使用废花岗岩粉末，并以此为基础设计涂料粘合剂。利用PET瓶等回收原材料生产环氧树脂和环氧基涂料的工作也在进行中。环氧树脂的单体可以从几种不同的生物质来源中提取。

## 环境与安全
未固化状态下的液态环氧树脂大多对眼睛和皮肤有刺激性，对水生生物有毒。固体环氧树脂通常比液体环氧树脂安全，许多固体环氧树脂被归类为非危险材料。环氧树脂的一个特殊风险是致敏。这种风险在含有低分子量环氧稀释剂的环氧树脂中更为明显。长期接触环氧树脂会诱发过敏反应。致敏一般是由于长期反复接触（如工作卫生条件差或缺乏防护设备）造成的。过敏反应有时会在接触后几天才发生。过敏反应通常表现为皮炎，尤其是在接触最多的部位（通常是手和前臂）。环氧树脂的使用是塑料使用者职业性哮喘的主要来源。安全处置也需要考虑，但通常涉及故意固化以产生固体而非液体废物。环氧基会与人体内的多种基团反应，因此通常被认为是有毒或者致癌物质，在使用的时候应该避免皮肤接触。环氧树脂的固化剂大多也是有毒物质。
環氧氯丙烷（{\displaystyle {\ce {C3H5ClO}}}）易燃，含毒性和致癌物質。
双酚A（酚甲烷，{\displaystyle {\ce {C15H16O2}}}）是內分泌干擾素（也就是擾亂生殖系統的化學物質）。
根據綠色和平組織（GreenPeace）於2006年4月發表的報告《我們的生殖健康和化學暴露》（Our reproductive health and chemical exposure），双酚A可影響男性生殖器官、導致早熟、母乳減少。

## 老化
在使用过程中，环氧树脂容易出现老化现象，如表面黄化、失去光泽、裂纹和整体力学性能下降，从而影响其使用寿命。老化的内因主要包括材料的组成、链结构、聚集态结构以及杂质，外因则包括环境条件如光、热、氧、水分、高能辐射、化学介质和电场等因素。目前环氧树脂常见的老化形式主要有物理老化、热氧老化、湿热老化、光氧老化等。目前的防老化措施主要分为两类：一是对环氧树脂本体结构进行改性，减少老化薄弱点；二是加入高效防老剂，减缓环境因素对环氧树脂的降解作用。TGA测试中，环氧树脂是支分为两阶段，分解和部断裂，第二阶段主要是主体结构的分解和碳化。在固化环氧树脂中，酯键断裂的活化能低于醚键断裂的活化能，由于缩醛酯基的热分解，酯型网络会在较低温度下降解。
目前，常用的方法来延缓环氧树脂材料的老化包括添加有机小分子稳定剂或无机纳米粒子，以及进行共聚共混改性。有机小分子稳定剂根据其作用机理主要分为：热稳定剂（亚磷酸酯和多元醇等）；光稳定剂（水杨酸苯酯类、邻羟基二苯甲酮类、邻羟基苯并三唑类、羟基苯三嗪类和受阻胺类）；抗氧剂（酚类、胺类和硫代二丙酸酯类等）。

### 物理老化
环氧树脂具有高玻璃化转变温度和交联网络结构，导致链段运动受限，容易形成冻结状态，在成形过程中可能形成不平衡构象。因此，随着环境条件下放置时间的增加，环氧树脂材料容易发生物理老化，结构逐渐向平衡态转变，达到更低能量状态。物理老化会导致环氧树脂材料的自由体积减少，从而增加其模量、密度和拉伸强度，但降低冲击强度和断裂伸长率，使整体材料的韧性下降，从而影响使用性能。

### 热氧老化
在含氧环境中，聚合物会受到热激发，分子链会吸收氧气并生成不稳定的氢过氧化物。这些氢过氧化物可能引发聚合物主链的重排反应，导致断链或交联反应，从而造成聚合物材料性能下降，出现热氧老化现象。在加工、贮存和使用过程中，环氧树脂通常会接触到空气，在一定温度下，环氧树脂容易发生热氧老化。氧化重排主要发生在厚度小于 100 μm 的样品皮层，可能与氧的扩散深度有关。

### 湿热老化
固化环氧树脂材料由于具有三维网状结构和含有极性亲水基团（如羟基、胺基等）以及吸水性强的填料（如玻璃纤维等），导致其吸水率高、吸湿性强。在高湿或雨水环境下，环氧树脂材料会出现明显的湿热老化现象，导致性能下降，无法满足使用要求。
湿热老化过程中，环氧树脂复合材料会出现明显的界面破坏现象。这是因为树脂基体会溶胀，对填料产生剪切作用，当这种作用超过界面粘结力时，填料与基体会发生脱粘现象。同时，水分子在界面处的渗透作用也会破坏填料与基体之间的结合作用。

### 光氧老化
聚合物的光氧老化机理与热氧老化机理相似，都包括自由基的引发、增长和终止三个反应阶段。它们的主要区别在于光氧老化的引发源更多，例如催化剂残留、添加剂、金属离子、双键和含羰基化合物等。

## 外部連結
- Epoxy.com网页 （页面存档备份，存于）
- Dow Chemical环氧树脂 （页面存档备份，存于）
- Macrogalleria环氧树脂 （页面存档备份，存于）
- 中国环氧树脂网 （页面存档备份，存于）
- 環氧樹脂翻模教學 （页面存档备份，存于）